# Planetary
Planetary – amerykańska seria komiksowa, której twórcami są Warren Ellis (scenariusz) i John Cassaday (rysunki), publikowana nieregularnie przez DC Comics w kolekcji Wildstorm od września 1998 do października 2009. Ukazało się 27 zeszytów. Publikację polskiego tłumaczenia serii w formie tomów zbiorczych rozpoczęło w 2008 wydawnictwo Manzoku, ale ją zawiesiło. W 2019 wydawnictwo Egmont Polska opublikowało całą serię w dwóch tomach zbiorczych.

## Fabuła
Komiks opowiada o fikcyjnej organizacji o nazwie „Planetary”, której członkowie nazywają siebie „archeologami niemożliwego”: odkrywają oni tajemnice i spiski, ukrywane przez wielu adwersarzy.

## Wydania polskie

### Wydanie w miękkiej oprawie (zawieszone)
| Tytuł i rok wydania polskiego                  | Tytuł i rok wydania oryginalnego            | Zawartość                                            |
| ---------------------------------------------- | ------------------------------------------- | ---------------------------------------------------- |
| Dookoła świata i inne opowiadania cz. 1 (2008) | All Over the World and Other Stories (2000) | Zeszyty Planetary #1-3 (kwiecień 1999-czerwiec 1999) |
| Dookoła świata i inne opowiadania cz. 2 (2008) | All Over the World and Other Stories (2000) | Zeszyty Planetary #4-6 (wrzesień 1999-listopad 2001) |

### Wydanie w twardej oprawie (kompletne)
| Tytuł i rok wydania polskiego   | Tytuł i rok wydania oryginalnego | Zawartość |
| ------------------------------- | -------------------------------- | --- |
| Planetary – tom pierwszy (2019) | Planetary Book One (2017)        | Zeszyty Planetary #1-14 (kwiecień 1999-czerwiec 2001), Planetary Sneak Peek (wrzesień 1998), Planetary/The Authority: Ruling the World (czerwiec 2000)        |
| Planetary – tom drugi (2019)    | Planetary Book Two (2018)        | Zeszyty Planetary #15-27 (październik 2001-grudzień 2009), Planetary/JLA: Terra Occulta (listopad 2002) oraz Planetary/Batman: Night On Earth (sierpień 2003) |